# مارتن جاي بال
مارتن جاي بال (بالإنجليزية: Martin J. Ball)‏ هو لغوي بريطاني وأمريكي، ولد في 23 فبراير 1951 في Tywyn ‏ في المملكة المتحدة.